# 2010年臺灣
|        | 臺灣歷史 \| 台灣歷史年表 |
| 世纪： | 20世纪臺灣 \| 21世纪臺灣 \| 22世纪臺灣 |
| 年代： | 1980年代臺灣 \| 1990年代臺灣 \| 2000年代臺灣 \| 2010年代臺灣 \| 2020年代臺灣 \| 2030年代臺灣 \| 2040年代臺灣                                           |
| 年份： | 2005年臺灣 \| 2006年臺灣 \| 2007年臺灣 \| 2008年臺灣 \| 2009年臺灣 \| 2010年臺灣 \| 2011年臺灣 \| 2012年臺灣 \| 2013年臺灣 \| 2014年臺灣 \| 2015年臺灣 |
| 纪年： | 庚寅年（虎年）、中華民國99年 |

## 政府

### 國家正副元首

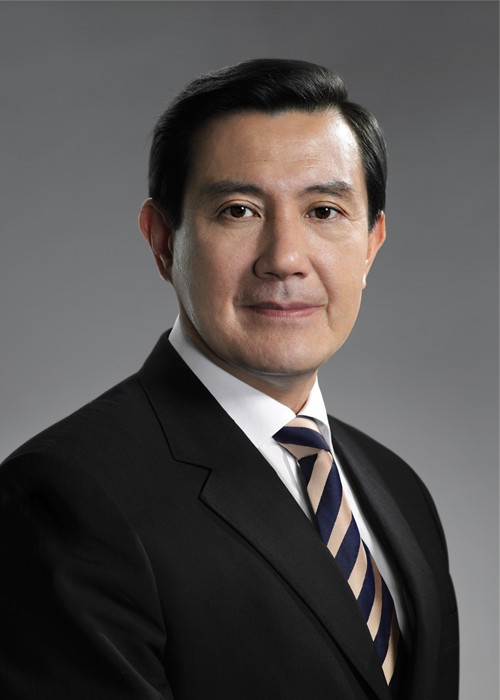
總統：馬英九
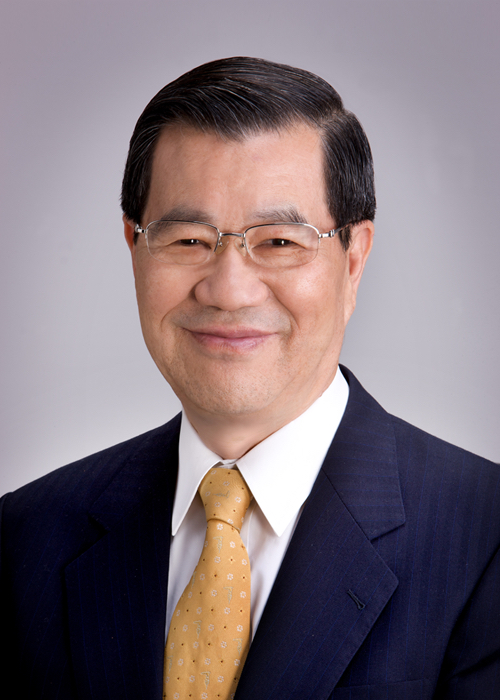
副總統：蕭萬長

### 五院首長

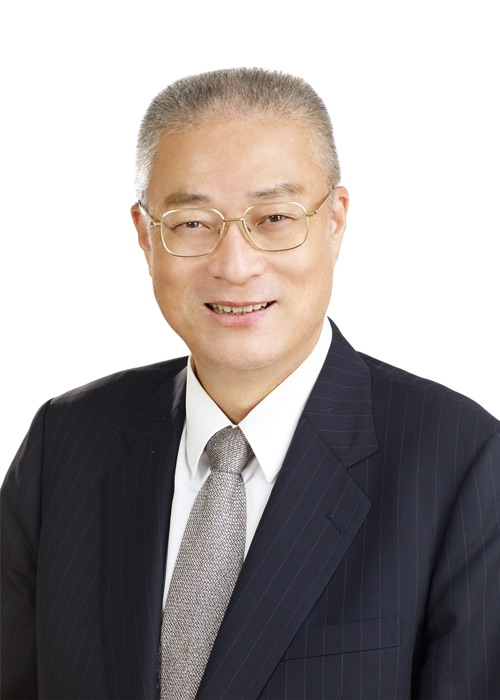
行政院院長：吳敦義
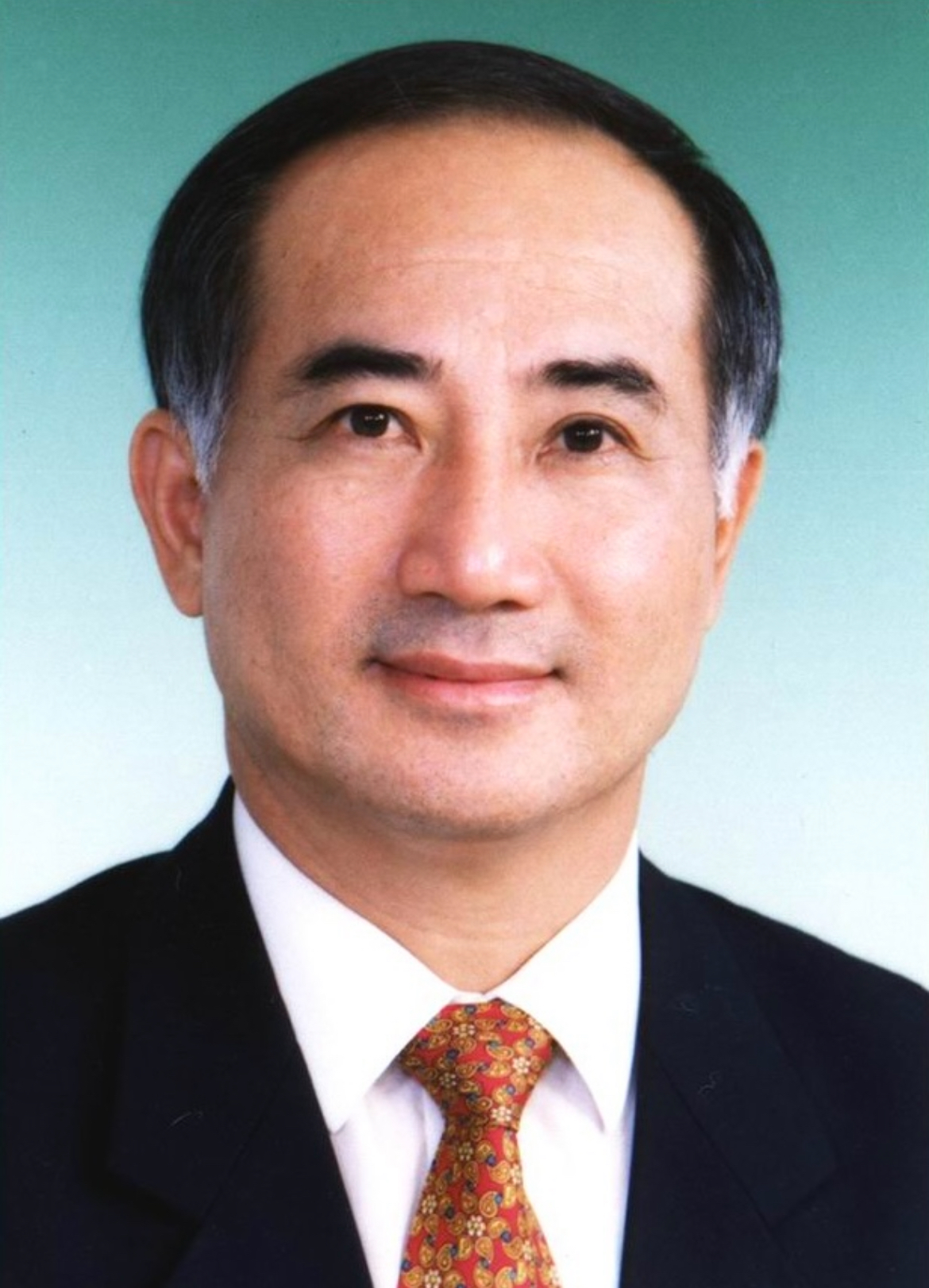
立法院院長：王金平
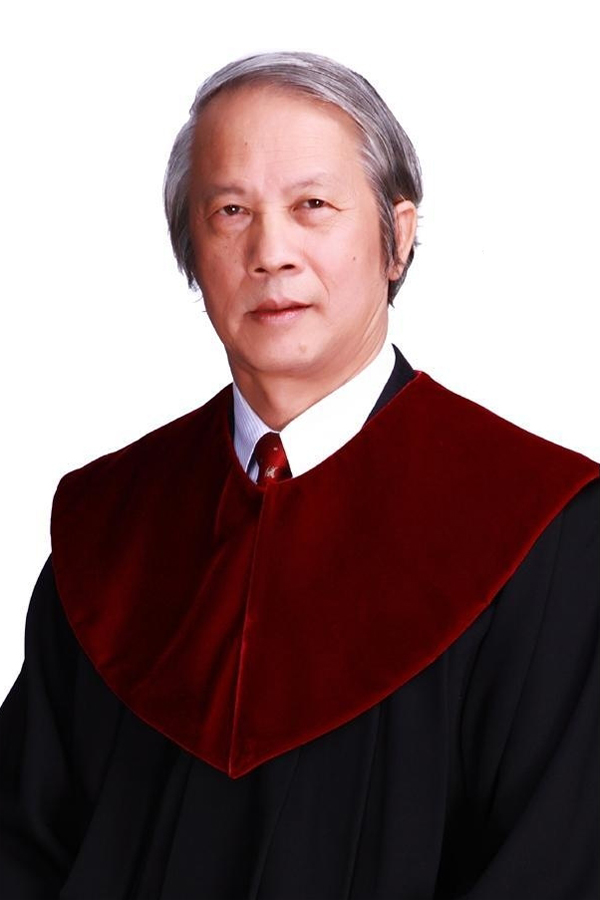
司法院院長：賴浩敏
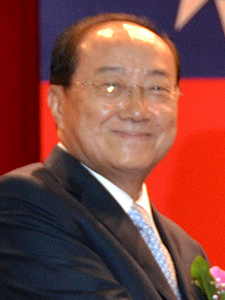
考試院院長：關中
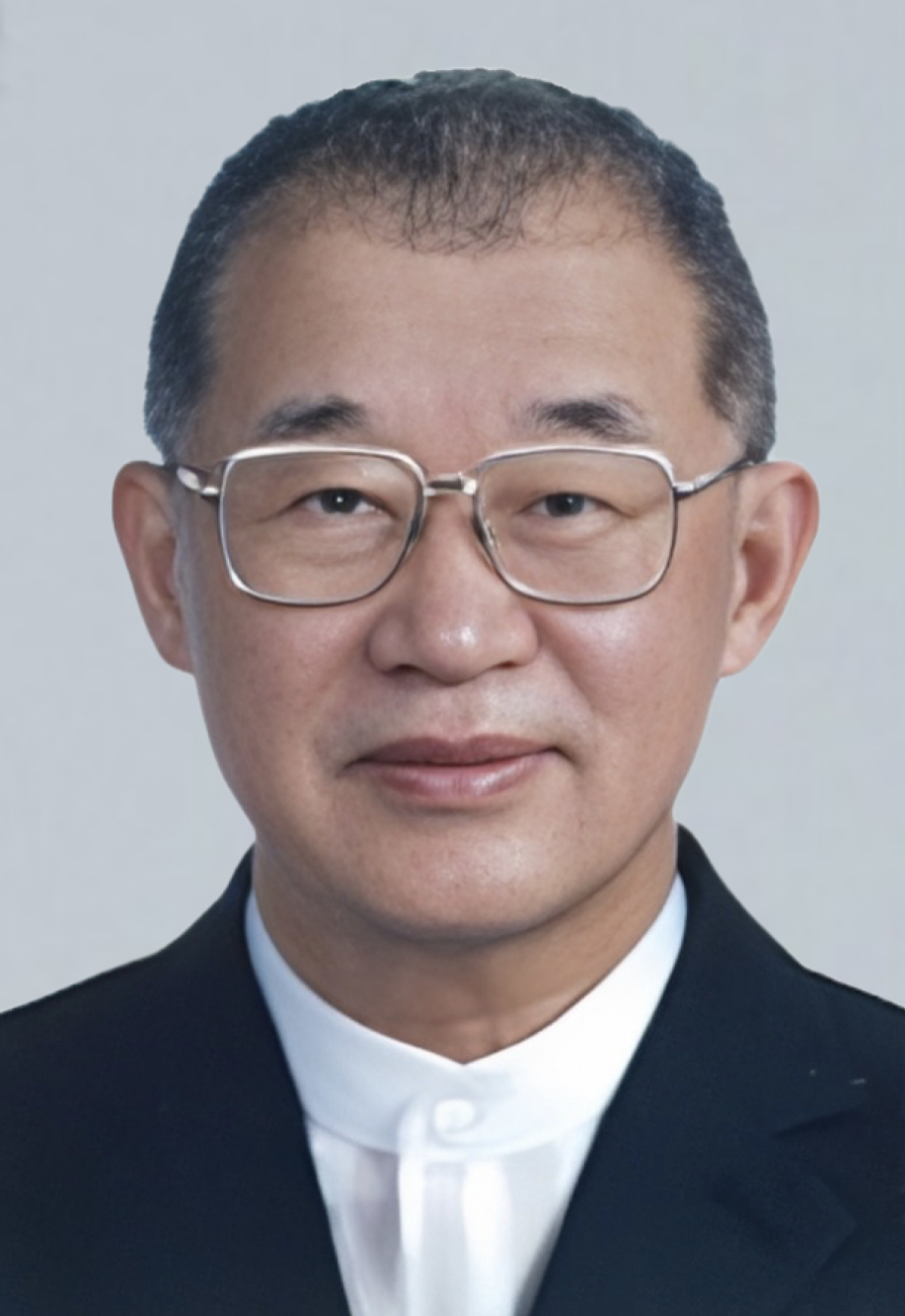
監察院院長：王建煊

### 省政府主席

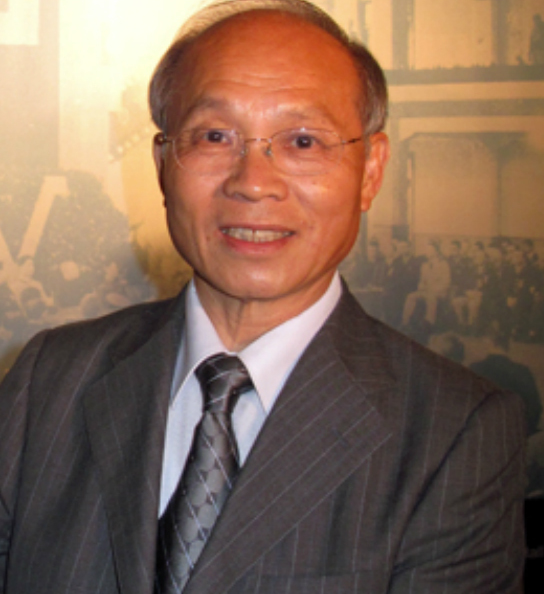
臺灣省政府主席：林政則
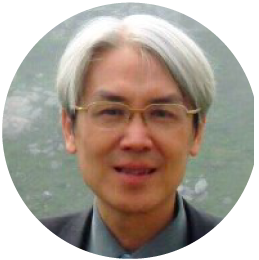
福建省政府主席：薛承泰

### 成員變動

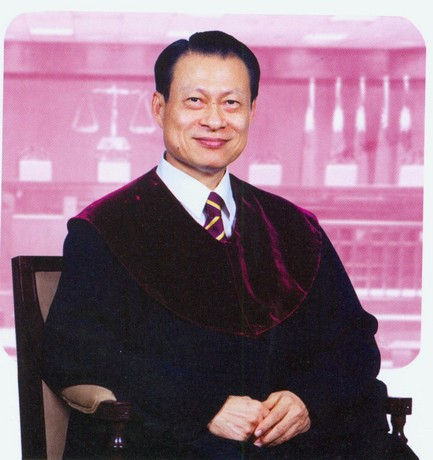
司法院院長：賴英照（辭職）
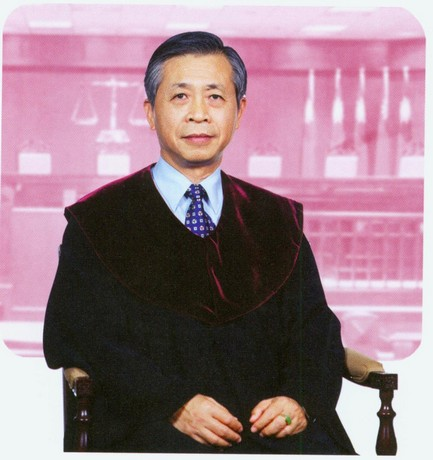
司法院院長：謝在全（代理結束）
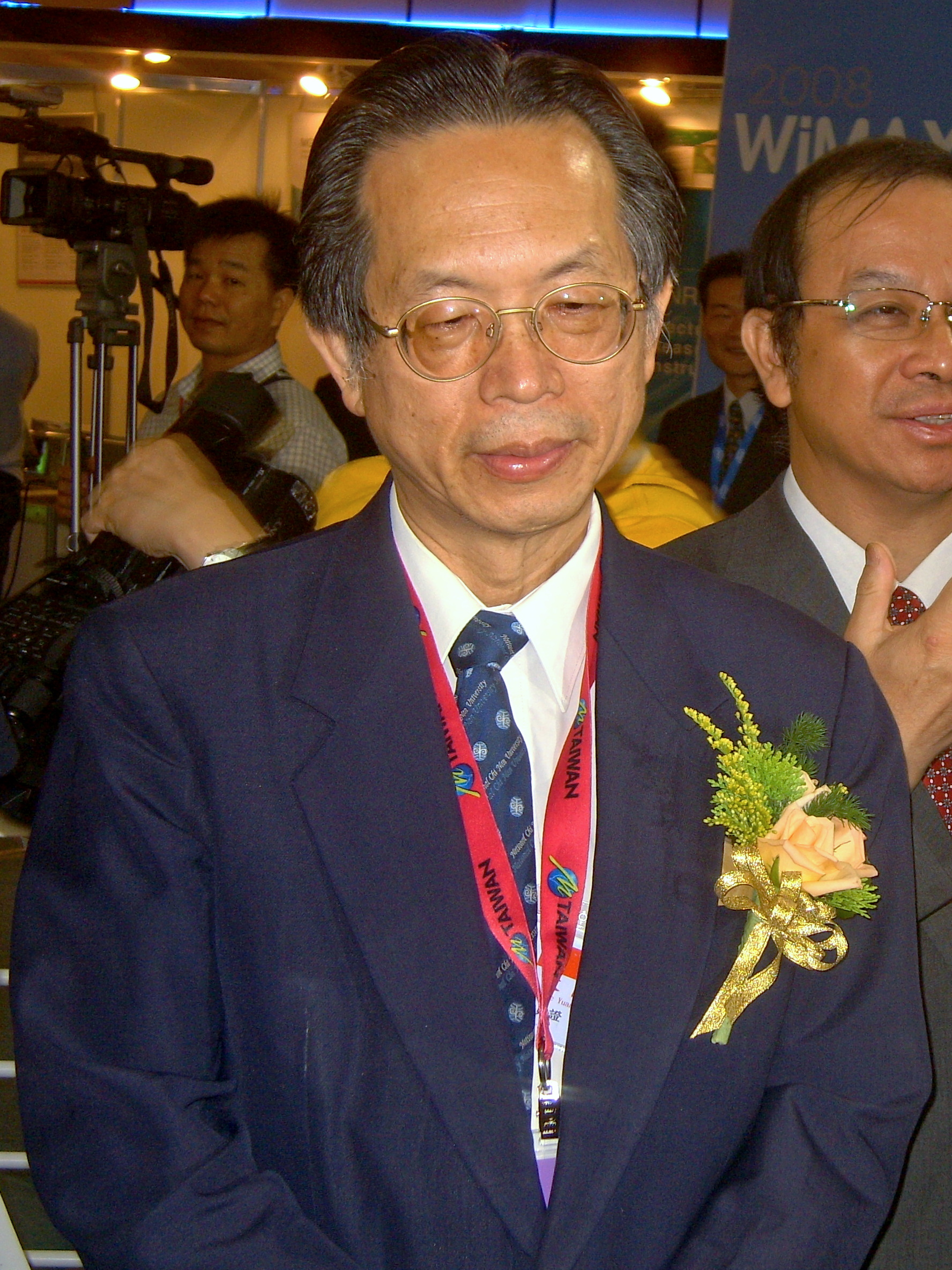
臺灣省政府主席：張進福（轉任行政院政務委員）

## 大事記

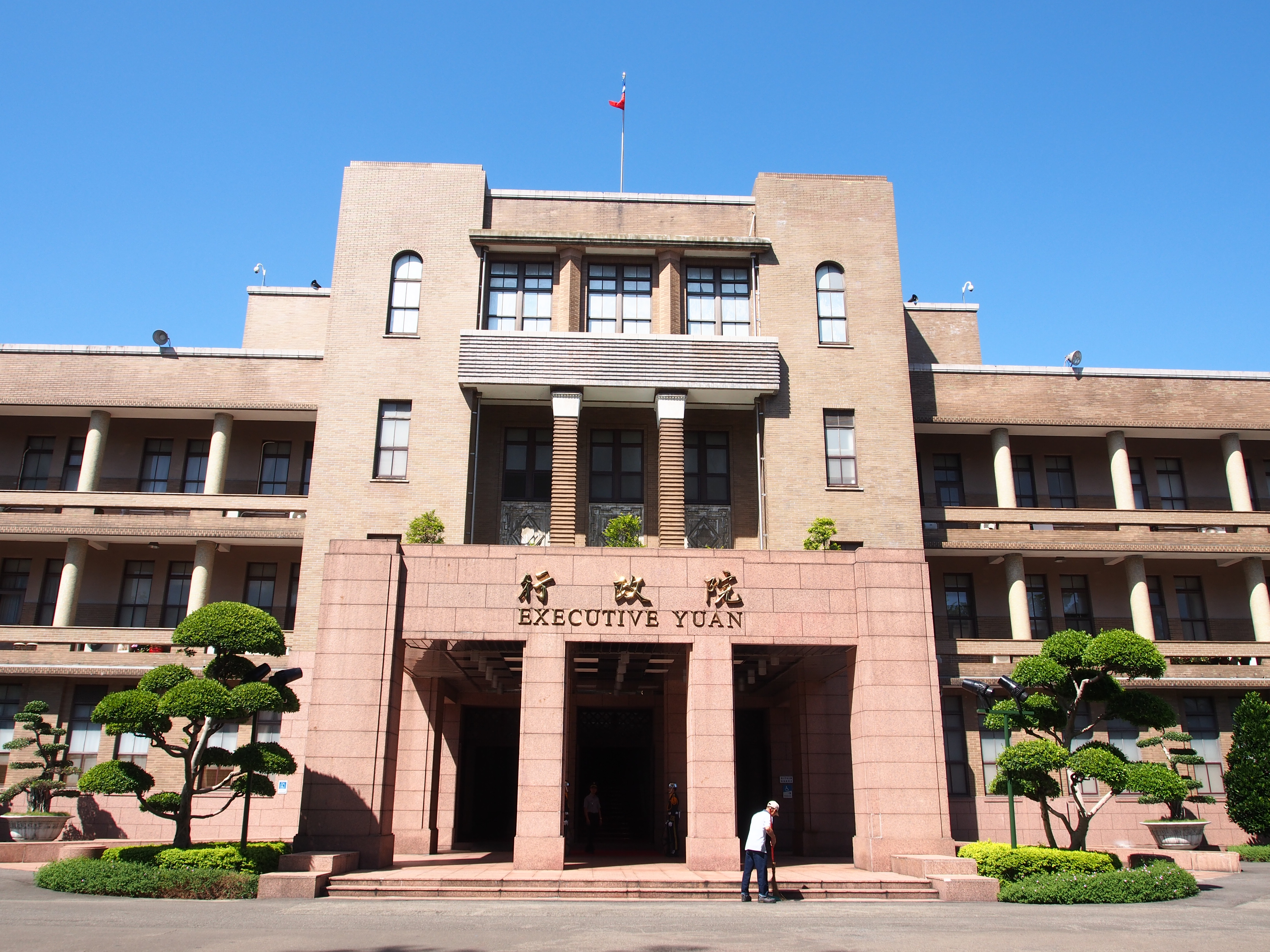
行政院

### 1月
- 1月5日，立法院三讀通過《食品衛生管理法》第十一條修正案，禁止美國牛頭骨、腦、眼、脊髓、絞肉、內臟進口。
- 1月7日，行政院公投審議委員會認定重啟美國牛肉輸台議定書談判公投案合於規定，將可進行第二階段連署。
- 1月9日，桃園縣第二選區、台中縣第三選區、台東縣三席立法委員補選舉行投開票，皆由民進黨候選人當選。
- 1月12日，立法院三讀通過《行政院組織法》修正案，行政院所屬中央行政機關將從目前的37個部會減為27個部會、2總處，預計自2012年1月1日起施行。
- 1月19日，監察院以8票贊成、3票反對通過彈劾檢察總長陳聰明，陳聰明隨後提出辭呈。
- 1月22日，行政院主計處公布去年全年平均失業率為5.85%，平均失業人數為63.9萬人，雙雙創下歷年新高。
- 1月29日，美國國防部宣布對台軍售計畫，將出售台灣60架UH-60黑鷹直升機、114套愛國者三型飛彈、2艘鶚級獵雷艦、12套AGM-84魚叉反艦飛彈等，總金額約64億美元。
- 1月28日，26日失聯的空軍T-34C教練機，證實已墜毀於高雄縣那瑪夏鄉山區，機上教官饒健保與學員少尉陳澤宇均不幸殉職。

### 2月
- 2月4日，前國民黨籍立委李慶安雙重國籍詐領薪資案，台北地方法院一審依詐欺罪判處其有期徒刑兩年。
- 2月10日，職棒假球案經板橋地檢署偵查終結，將簽賭集團首腦蔡政宜、台南縣議會議長吳健保、球員陳致遠、張誌家等人依賭博、詐欺罪嫌提起公訴；球員曹錦輝、謝佳賢則獲不起訴處分。
- 2月11日，國安會秘書長蘇起請辭獲准，其遺缺將由前駐新加坡代表胡為真接任。
- 2月27日，桃園縣第三選區、新竹縣、嘉義縣第二選區、花蓮縣立委補選舉行投開票，結果民進黨贏得三席，國民黨贏得一席。

### 3月
- 3月4日，上午8時18分於高雄甲仙發生規模6.4的地震，為高雄地區百年來最大規模的地震。
- 3月8日，衛生署署長楊志良宣布請辭，閣揆吳敦義退回其辭呈。
- 3月9日，板橋地檢署對職棒假球案第二波偵查終結，將La New熊球員陳峰民依詐欺、賭博罪嫌提起公訴，具體求刑有期徒刑1年6月；同隊球員吳偲佑則獲職權不起訴。
- 3月11日，法務部部長王清峰因公開發文表示任內不執行死刑引起社會強烈反彈，請辭獲准。
- 3月24日，因八八水災後受創嚴重的阿里山林鐵本線無限期停擺、無復建跡象，林務局發表聲明，終止阿里山三合一BOT案，使得自2008年6月19日移交民營之阿里山林鐵系統復歸國有，經營權重回林務局。

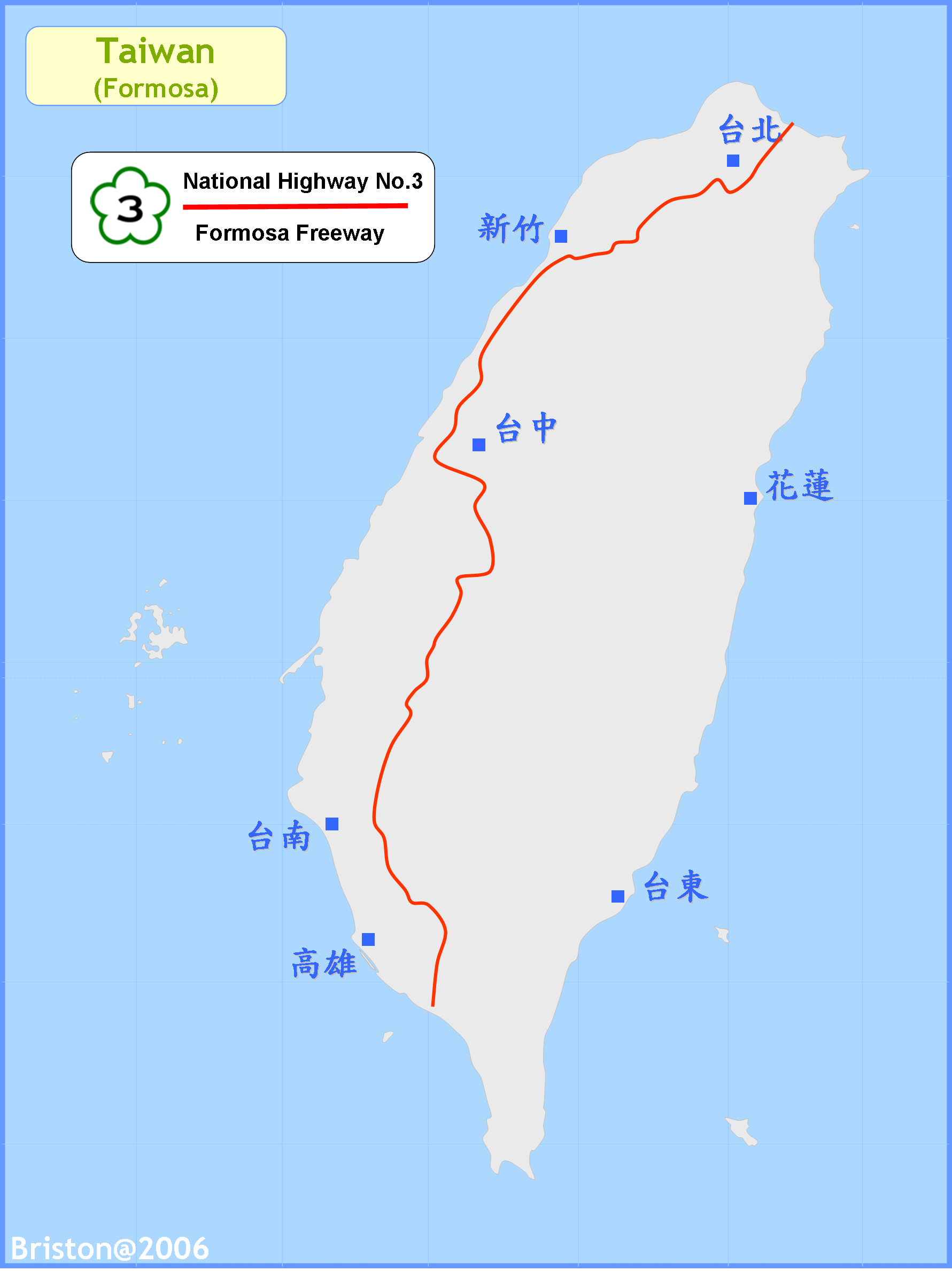
國道三號

### 4月
- 4月13日，立法院行使檢察總長同意權投票，被提名人黃世銘獲得75張同意票通過，將出任檢察總長。
- 4月25日，國道三號基隆路段發生土石崩塌，約300公尺路面被土石掩埋，造成雙向交通中斷。
- 4月25日，總統兼國民黨主席馬英九與民主進步黨主席蔡英文首次就ECFA議題進行電視辯論。
- 4月28日，25日於國道三號基隆路段發生的山崩意外中，失蹤的葉茂竹、林惠馨、李姉霙、郭文漢等4人確定罹難。
- 4月30日，法務部長曾勇夫於28日批准死刑犯張俊宏、洪晨耀、柯世銘、張文蔚之死刑執行令，晚間7點30分分別於台北、台中、台南看守所執行槍決。

### 5月
- 5月8日，民主進步黨大台南市市長民調初選結果昨天揭曉，立委賴清德在五位選將中脫穎而出，確定代表民進黨參選大台南市長選舉。自由時報
- 5月28日，台中市「日月生技公司」發生槍擊事件，地方角頭翁奇楠遭到槍擊身亡。

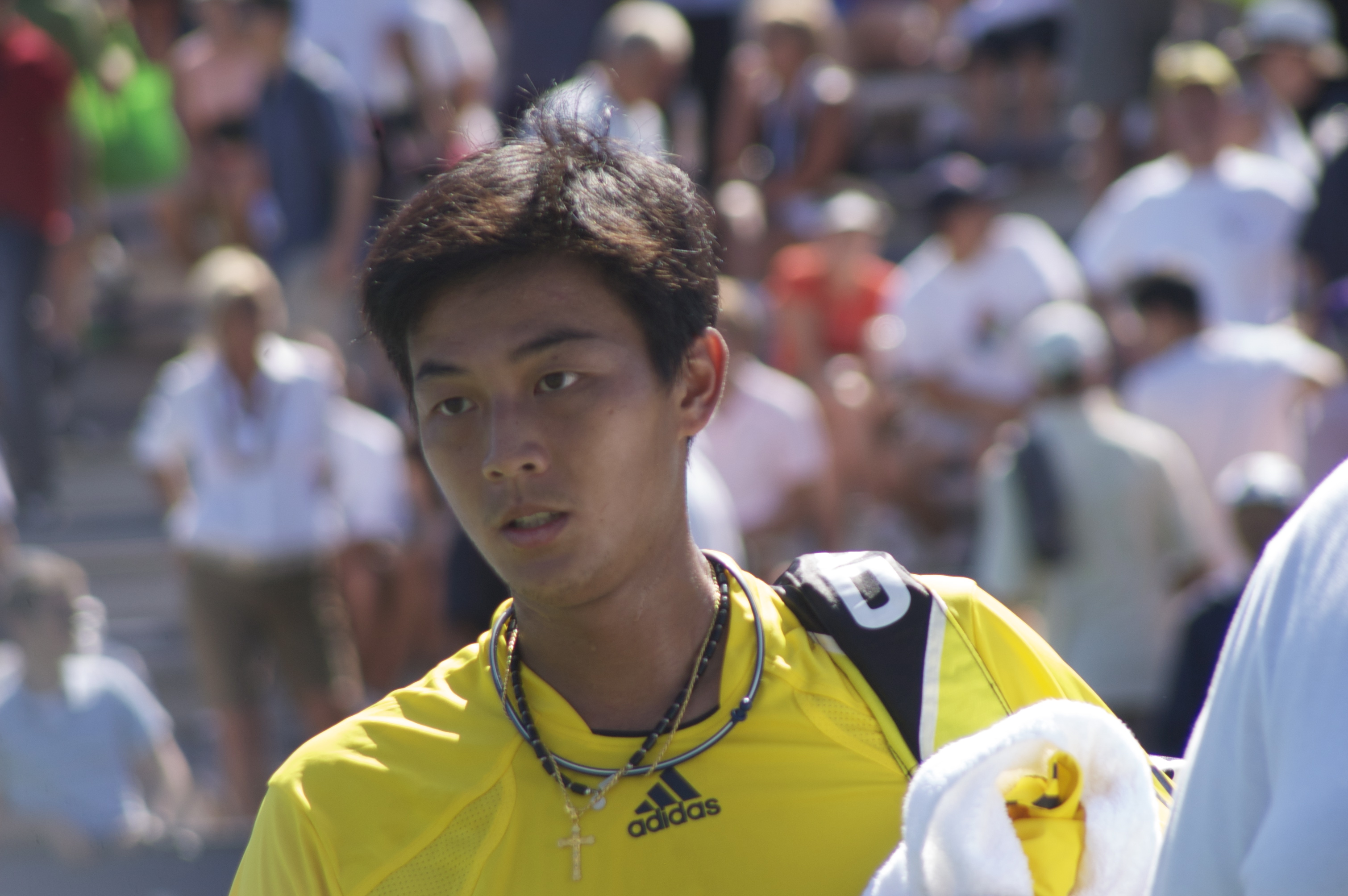
盧彥勳

### 6月
- 6月1日，因發生山崩意外而封閉通行的國道三號瑪東系統—汐止系統路段，下午1時起開放通車，但僅開放小型車及大客車雙向通行2個車道。
- 6月26日，第21屆金曲獎流行音樂類頒獎典禮在台北小巨蛋舉行。
- 6月29日，海基會董事長江丙坤與中國大陸海協會會長陳雲林在重慶舉行的第五次江陳會談中，正式簽署《海峽兩岸經濟合作架構協議》（ECFA）。
- 6月29日，網球選手盧彥勳於溫布頓網球公開賽男單八強賽以直落三不敵第三種子喬科維奇，創下台灣男子球員在網球四大公開賽的最佳成績。

### 7月
- 7月14日，高等法院法官陳榮和、李春地、蔡光治、板橋地檢署檢察官邱茂榮因涉嫌收受前立委何智輝賄賂而對其所涉弊案判決無罪，遭台北地方法院裁定羈押禁見。
- 7月18日，司法院長賴英照因高等法院法官集體收賄案請辭獲准。
- 7月27日：臺南市東區的中興里與復國里併入後甲里[1]。

### 8月
- 8月25日，台中角頭翁奇楠槍擊命案主嫌犯廖國豪投案，全案宣告偵破。
- 8月30日，中央氣象局於晚間22時30分發布輕度颱風南修的海上陸上颱風警報，陸上警戒範圍為基隆、臺北縣市、桃園等縣市。

### 9月
- 9月8日，新生高架道路改善工程弊案，台北地方法院裁定將台北市政府新工處前科長陳智盛羈押禁見，前處長黃錫薰以新台幣50萬元交保候傳 。NOWnews（页面存档备份，存于）
- 9月9日，中央氣象局於上午11時30分發布輕度颱風莫蘭蒂的海上陸上颱風警報，陸上警戒範圍為澎湖、金門等縣市。NOWnews（页面存档备份，存于）
- 9月12日，海峽兩岸經濟合作架構協議（ECFA）開始生效。美國之音中文網（页面存档备份，存于）
- 9月19日，中度颱風凡那比於晚間18時自台南出海。高雄縣市、屏東、台東等縣市宣布隔日停止上班上課。
- 9月30日，國道六號南投國姓段施工中的北山交流道，於下午1時45分發生高架陸橋坍塌意外，造成7死、3傷。中廣[]

### 10月

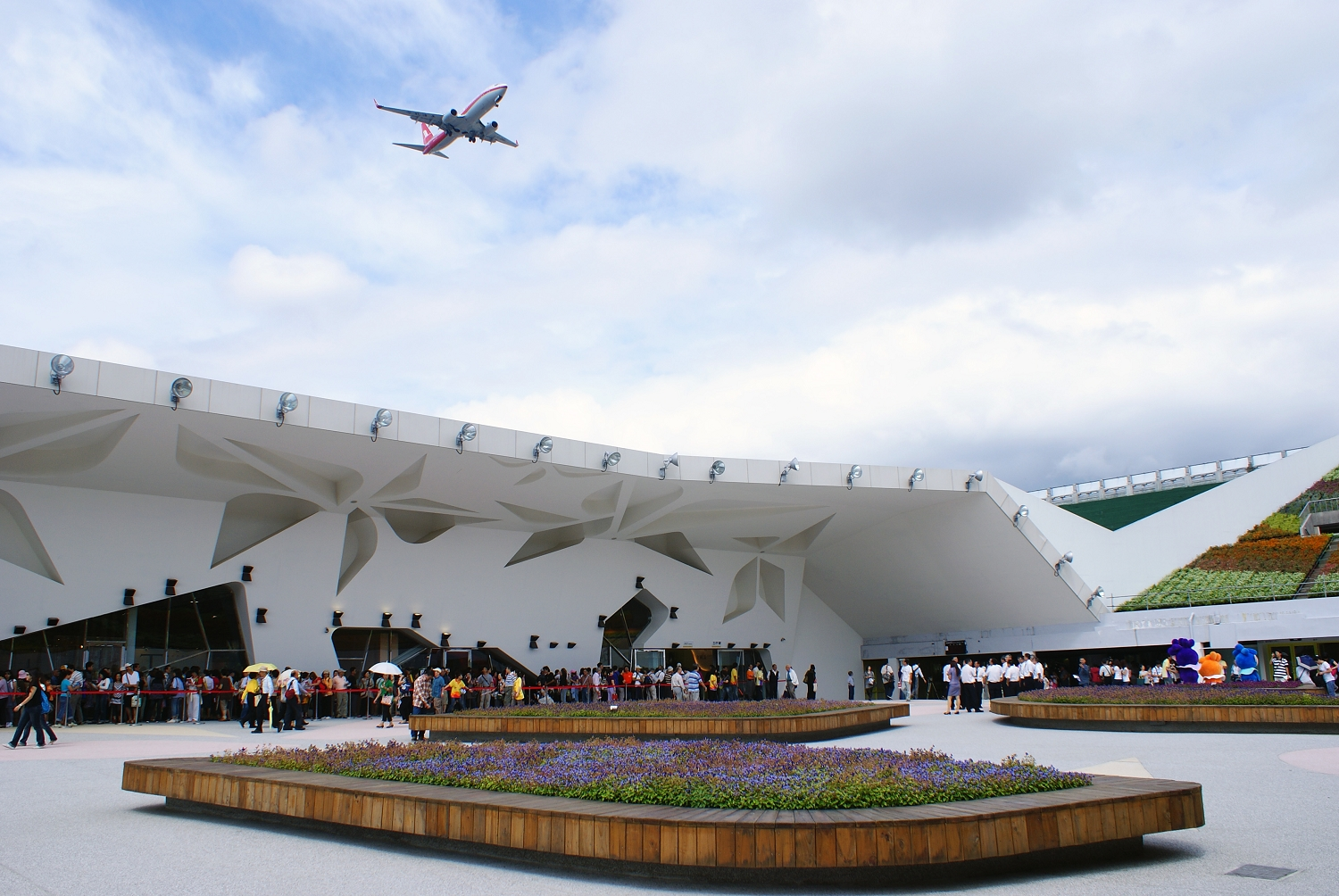
台北花博爭豔館

- 10月4日，衛生署宣布確認國內第一例超級細菌個案，為日前於印度遭槍擊受傷電視節目食尚玩家的攝影師。大紀元（页面存档备份，存于）
- 10月21日，中央氣象局於下午5時30分發布中度颱風梅姬的海上陸上颱風警報，陸上警戒範圍為台南縣市以南、澎湖、金門。宜蘭、澎湖宣布22日停止上班上課。自由電子報[]
- 10月23日，兄弟象在台灣大賽中以4勝0敗的成績擊敗興農牛，拿下中華職棒21年總冠軍。yam天空新聞─中央社１（页面存档备份，存于）２（页面存档备份，存于）３（页面存档备份，存于）
- 10月31日，台北松山機場至東京羽田機場間航線，在相隔31年後重新開航。yam天空新聞─中央社１（页面存档备份，存于）２（页面存档备份，存于）３（页面存档备份，存于）

### 11月

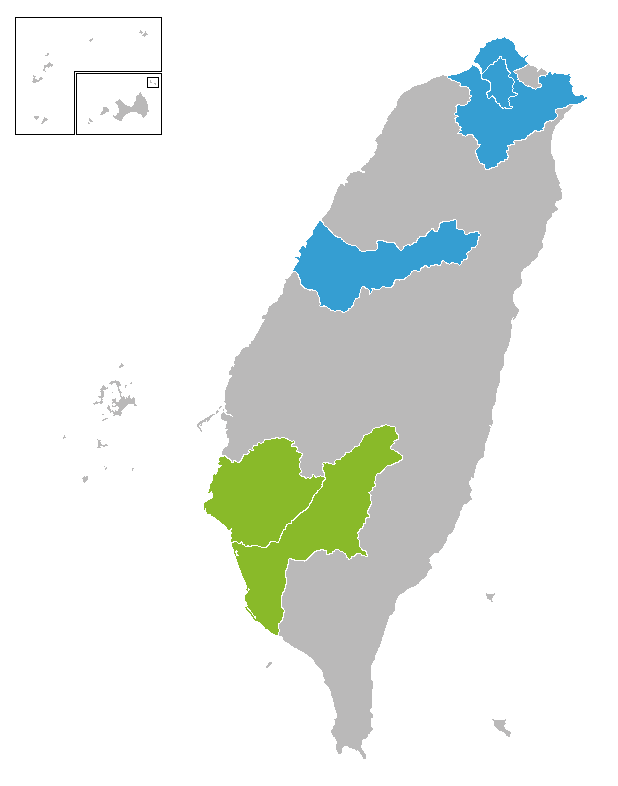
2010年中華民國直轄市市長選舉結果

- 11月1日，桃園國際機場在本日起正式公司化。yam天空新聞─中央社１（页面存档备份，存于）２（页面存档备份，存于）
- 11月3日，新莊線「忠孝新生－大橋頭」以及蘆洲線通車，成為了第一條跨越淡水河的捷運路線。
- 11月6日，台北國際花卉博覽會正式開幕，展開為期171天的展期。 yam天空新聞─中央社１（页面存档备份，存于）２（页面存档备份，存于）３（页面存档备份，存于）
- 11月12日，纏訟近20年的蘇建和案，台灣高等法院再更二審判決被告蘇建和、劉秉郎、莊林勳三人無罪。NowNews（页面存档备份，存于）
- 11月17日，國手楊淑君在廣州亞運跆拳道比賽場上，突遭大會以「電子襪不符規定」為由判決失格。體委會表示將要求亞洲跆拳道聯盟重啟調查，不排除向國際奧會提出仲裁。自由時報
- 11月20日，第47屆金馬獎頒獎典禮在桃園舉行，國片《當愛來的時候》拿下最佳劇情片，最佳男主角為阮經天，最佳女主角為呂麗萍，最佳導演則由鍾孟宏以《第四張畫》獲得。中國時報（页面存档备份，存于）自由時報
- 11月26日，國民黨中央委員連勝文晚間在永和參加黨內新北市議員候選人的造勢活動時遭到近距離槍擊，送醫後生命跡象穩定，但流彈造成現場一名29歲男子不治。yam天空新聞─中央社１（页面存档备份，存于）２（页面存档备份，存于）３（页面存档备份，存于）４（页面存档备份，存于）
- 11月27日，五都市長及市議員選舉舉行投開票，郝龍斌、朱立倫、胡志強、賴清德、陳菊分別當選為台北、新北、台中、台南、高雄市市長。自由時報

### 12月
- 12月2日，前總統陳水扁日前因龍潭購地弊案和101買官案分別被判刑11年、8年定讞，下午發監至台北監獄服刑，成為中華民國第一位因罪入獄的卸任元首。yam天空新聞─中央社１（页面存档备份，存于）２（页面存档备份，存于）３（页面存档备份，存于）４（页面存档备份，存于）
- 12月16日，台北101發表跨年煙火表演內容，首度邀請爆破藝術家蔡國強和紐約Grucci團隊（英语：Fireworks by Grucci）共同設計，同時煙火施放時間延長至288秒，將以慶祝中華民國建國百年和「祥龍盤旋」為主題。NOWnews中國時報（页面存档备份，存于）
- 12月19日，2010年富邦台北馬拉松於上午7時在台北市市民廣場起跑，全長42.125公里的競賽組共有3萬多人參與。自由時報yam天空新聞─中央社１２（页面存档备份，存于）３（页面存档备份，存于）
- 12月20日，臺北縣板橋市埔墘國小上遭一名吳姓男子載滿4桶約20公升汽油的轎車衝入校園，4名學童遭到撞傷，並意圖點火自焚，所幸車內汽油並未爆炸，男子則送醫急救中。yam天空新聞─中央社１（页面存档备份，存于）２（页面存档备份，存于）
- 12月20日，候任新北市市長朱立倫公佈市府團隊名單，現任臺北縣副縣長李四川、財政部次長許志堅、中央警察大學校長侯友宜將擔任副市長，市府秘書長則由前水利署署長陳伸賢擔任。yam天空新聞─中央社１（页面存档备份，存于）２（页面存档备份，存于）
- 12月21日，桃園縣八德國中嚴重校園霸凌事件頻傳，該校教師以處理校園霸凌不力為由，連署要求撤換校長，桃園縣政府下令將該位校長停職調查。NOWnews（页面存档备份，存于）
- 12月21日，第六次江陳會談在台北市圓山大飯店舉行，會中簽署兩岸醫藥衛生合作協議，海協會會長陳雲林則在會後與陸委會主委賴幸媛會晤。自由時報１２
- 12月23日，台北市市長郝龍斌公佈連任後市府新團隊名單，交通部常務次長陳威仁、衛生局局長邱文祥擔任副市長，市府秘書長則由陳永仁留任。自由時報
- 12月25日，新北（原臺北縣）、台中、台南、高雄（均為縣市合併）等4市正式升格為直轄市，4新直轄市與台北市新任市長、市府首長、市議員於上午同時宣誓就職。yam天空新聞─中央社１（页面存档备份，存于）２（页面存档备份，存于）３（页面存档备份，存于）４（页面存档备份，存于）５（页面存档备份，存于）６（页面存档备份，存于）７（页面存档备份，存于）８（页面存档备份，存于）

## 節日與主題
以下列出2010年與台灣社會相關的重大事件、節日及活動。

### 1月
- 1月1日：元旦、中華民國開國紀念日、台北101跨年煙火表演
- 1月9日：桃園縣第二選區、台東縣選區、台中縣第三選區立法委員缺額補選
- 1月12日：立法院第七屆第四會期結束
- 1月21日：小學、國中、高中98學年度第一學期結束，寒假開始
- 1月27日─2月1日：第十八屆台北國際書展
- 1月29日─1月30日：九十九學年度學科能力測驗

### 2月
- 2月5日─2月9日：2010年台北國際電玩展
- 2月13日─2月21日：農曆新年連續假期
- 2月13日：除夕
- 2月14日：春節、西洋情人節
- 2月18日：開市日
- 2月20日─2月21日：第15屆開拓動漫祭、第24屆台灣同人誌販售會
- 2月22日：國小、國中、高中職寒假結束，98學年度第二學期開始
- 2月23日：立法院第七屆第五會期開始
- 2月27日：嘉義縣第二選區、新竹縣選區、桃園縣第三選區、花蓮縣選區立法委員缺額補選
- 2月28日：和平紀念日、元宵節
- 2月28日─3月7日：第21屆台灣燈會

### 3月
- 3月12日－3月14日：美國職棒洛杉磯道奇隊台灣熱身賽
- 3月20日：中華職棒21年球季開幕戰
- 3月29日：青年節

### 4月
- 4月2日─4月5日：2010年春天吶喊、墾丁音樂季
- 4月3日－5月22日：客家桐花祭
- 4月4日：兒童節
- 4月5日：清明節
- 4月17日－4月25日：大甲媽祖遶境進香活動
- 4月24日─4月25日：九十九學年度二技統一入學測驗

### 5月
- 5月1日－6月1日：綜合所得稅、房屋稅繳納期間
- 5月1日：勞動節
- 5月9日：母親節
- 5月15日─5月16日：九十九學年度四技二專統一入學測驗
- 5月21日：佛陀誕辰紀念日
- 5月22日─5月23日：九十九學年度第1次國中基本學力測驗

### 6月
- 6月1日－6月5日：第30屆台北國際電腦展
- 6月5日：第21屆金曲獎傳統暨藝術音樂類頒獎典禮
- 6月12日：鄉鎮市民代表暨村里長選舉
- 6月16日：端午節
- 6月26日：第21屆金曲獎流行音樂類頒獎典禮

### 7月
- 7月1日－7月3日：九十九學年度指定科目考試
- 7月4日：小學、國中、高中98學年度第二學期結束，暑假開始
- 7月9日－7月11日：貢寮國際海洋音樂祭
- 7月10日─7月11日：九十九學年度第2次國中基本學力測驗
- 7月14日－7月18日：公務人員高等考試、公務人員普通考試
- 7月24日─7月25日：第16屆開拓動漫祭

### 8月
- 8月1日：桃園縣楊梅鎮改制縣轄市基準日
- 8月5日─8月9日：2010年台北電腦應用展
- 8月7日─8月8日：第25屆台灣同人誌販售會
- 8月8日：父親節
- 8月10日－9月7日：庚寅年雞籠中元祭
- 8月16日：七夕
- 8月30日：小學、國中、高中暑假結束，99學年度第一學期開始

### 9月
- 9月3日：軍人節
- 9月21日：防災日
- 9月22日：中秋節
- 9月24日：第34屆金鼎獎
- 9月28日：教師節

### 10月
- 10月10日：國慶日、國慶煙火
- 10月15日：第45屆廣播金鐘獎
- 10月22日：第45屆電視金鐘獎
- 10月25日：台灣光復節

### 11月
- 11月3日─11月20日：2010年金馬國際影展
- 11月12日：國父誕辰紀念日
- 11月20日：第47屆金馬獎
- 11月6日－2011年4月25日：臺北國際花卉博覽會
- 11月27日：直轄市市長暨市議員、里長選舉

### 12月
- 12月25日：行憲紀念日、聖誕節；臺北縣、臺中市縣、臺南市縣、高雄市縣合併改制直轄市基準日
- 12月31日：全台各地跨年活動

## 出生
参见： 2010年出生
- 2月3日——莊博淵：棒球運動員。
- 11月29日——吳宥璇：台灣那麼旺參賽者。

## 逝世
- 1月17日——羅葉，台灣作家。
- 1月18日——陳英泰，台灣政治受難者。
- 1月27日：成露茜，71歲，台灣已故報人成舍我的么女，世新大學講座教授、《台灣立報》發行人。
- 2月6日——郭宗清，台灣軍事人物。
- 2月10日：翁雯柔，44歲，台灣長庚醫院皮膚科醫師，有「美女醫生」稱號，罹肺腺癌去世。
- 2月14日：陳宏瑋，33歲，台灣男性配音員，因心肌梗塞而病逝。台灣配音資料庫
- 2月16日——蔣海瓊，台灣教授、作家、記者。
- 2月21日：賈鴻秋，53歲，台灣愛狗人士，曾長跪於鴻海精密門口請求郭台銘照顧流浪狗。摔傷致顱內出血身亡。
- 2月24日：洪一峰，82歲，台灣台語歌曲創作家兼歌手，有「寶島歌王」之稱。因胰臟癌引發多重器官衰竭於臺北醫學大學附設醫院辭世。中時電子報 TVBS（页面存档备份，存于）
- 2月28日——王百川，台灣職能治療師，是運動傷害防護教育的推行者。
- 3月11日——李照雄，台灣黑道人物，是大湖幫創立人之一。
- 3月18日——田朝明，台灣醫師、社會運動人物。
- 3月21日——黃烈火，台灣企業家，是和泰汽車與味全食品的創辦人。
- 3月23日——張子源，台灣政治人物。
- 3月25日——張贊桃，台灣燈光設計師。
- 3月31日——柯文福，台灣政治人物。
- 4月6日——柯景星，台灣軍事人物。
- 5月3日——高新武，台灣司法改革者，是新黨創立元老。
- 5月13日——靳曾珍麗，台灣護理師、政治人物，是台中榮民總醫院護理部的創始人，也是首位由護理師從政的立法委員。
- 5月16日——葛香亭，台灣電影演員。
- 6月6日——郭弘一，台灣劍道家。
- 6月9日——沈野，台灣記者、作家、時事評論家。
- 6月10日：孔維寧，64歲，孔子第七十八代孫。
- 6月28日——林再興，台灣工藝家，是交趾陶國寶級藝師。
- 6月28日——鄭守讓，台灣魚類學家，是櫻花鉤吻鮭復育工作的推行者。
- 6月30日——盧長貴，台灣武術家。
- 7月4日——黃友棣，台灣作曲家。
- 7月8日：吳泰伯，59歲，國立清華大學材料工程學系教授，因心臟病發逝世。聯合報（页面存档备份，存于）
- 7月11日——謝言信，台灣政治人物。
- 7月20日：林宗義，89歲，致力推動二二八公義和平運動的「台灣精神醫學之父」台灣蘋果日報
- 7月22日——李東華，台灣歷史學家。
- 7月28日：邱秀敏，64歲，臺灣資深女演員，作品有《背影》、《四重奏》、《竹音深處》、《矽谷阿嬤》、《千江有水千江月》等，因大腸癌病逝。今日新聞網（页面存档备份，存于）
- 7月28日：陳晉源，62歲，台北市政府工務局局長，曾任職交通部多項職務，因大腸癌病逝。聯合報
- 7月28日——鄭玉爐，台灣慈善家。
- 7月28日——林登山，台灣企業家，是新光集團創辦人。
- 7月29日：王更生，83歲，國立師範大學國文系教授，專研文心雕龍。師大新聞[]
- 8月1日：黃秋田，70歲，台灣民謠彈唱歌王，代表作為《勸世歌》，因心肌梗塞病逝。蘋果日報
- 8月3日：歐陽莎菲，86歲，本名錢舜英，台灣電影演員，代表作為《天字第一號》、《烽火萬里情》，因器官衰竭病逝。蘋果日報
- 8月3日：施克敏，74歲，筆名史臣一，台灣資深記者、作家暨外交官，曾任聯合報駐美記者、中央通訊社社長、國民黨中央文工會副主任、國大代表、中華民國駐挪威及駐荷蘭代表，因心臟病病逝。
- 8月3日：施蘭芳（Francoise Zylberberg），65歲，台灣大學教授，信鴿書店負責人。全球中央
- 8月11日：林雲，80歲，旅居美國，出身於台灣的黑教密宗大師，因多重器官衰竭病逝。聯合報
- 8月12日：張夢機，70歲，台灣詩人，曾任國立中央大學中文學系教授。聯合報
- 9月6日：高騰蛟，88歲，台灣企業家，義美食品董事長。聯合報
- 9月10日——張鼎鍾，台灣圖書館學家。
- 9月11日——龔煌城，台灣語言學家。
- 9月13日：邱連輝，80歲，中華民國（臺灣）黨外時期政治人物，為民進黨創黨元老，歷任屏東縣長、立法委員、總統府資政。因病辭世。有台灣「民主鬥士」之封號。自由電子報文匯報
- 10月9日：田杜世飛，73歲，臺灣女演員田麗母親，因乳癌病逝。蘋果日報
- 10月10日：張曾澤，80歲，臺灣影壇經典空戰片「筧橋英烈傳」導演、資深女星李虹之丈夫，因心臟病病逝。聯合新聞網（页面存档备份，存于）
- 10月14日：呂文雄，40歲，台灣高球手，在臺北縣淡水鎮遇襲身亡。香港蘋果日報（页面存档备份，存于）
- 10月17日——李國銘，台灣模特兒。
- 10月18日：黃秀日，74歳，前中華民國駐教廷大使、外交部常次。聯合新聞網[]
- 10月19日——任富勇，台灣政治人物。
- 10月20日——雲中岳，台灣小說家。
- 10月22日——辛奇，台灣電影導演。
- 10月24日：潘金玉，96歲，台灣最後一位全然精通巴宰語的巴宰族長老，也是全球最後一位全然精通巴宰語者。聯合報
- 10月31日：徐木蘭，61歲，台灣管理學者、元智大學講座教授，癌症。聯合新聞網世界新聞網
- 10月31日：紀歐惠（Alfhild Jensen Gislefoss），92歲，挪威裔美國籍麻醉專科醫師，曾任埔里基督教醫院院長，中華民國第1屆「醫療奉獻獎」得主，人稱「埔基阿媽」。中央社
- 11月1日：王家驥，106歲，台灣著名教育家，前高雄中學校長。中央社
- 11月1日：林添盛，78歲，台灣著名廚師，有「台灣外燴之父」之稱。中時電子報
- 11月6日：潘振球，93歲，教育家，台灣九年國民義務教育推動時的省教育廳長。中央社
- 11月7日——李德，台灣畫家。
- 11月7日：孫大偉，58歲，台灣知名廣告製作人，因腦溢血引發多重器官衰竭病逝。蘋果日報（页面存档备份，存于）
- 11月9日：伐楚古，49歲，台灣排灣族原住民，知名裝置藝術界藝術家，遭漂流木壓傷不治。聯合報
- 11月14日——鄧有才，台灣首位柴油列車司機員。
- 11月19日：林宗男，70歲，台灣政治人物，曾任南投縣縣長，癌症病逝。聯合報
- 11月26日：林宏熾，49歲，台灣特殊教育專家，彰化師範大學特殊教育學系教授，上吊自殺。聯合報
- 12月2日：李煥，93歲，中華民國第12任行政院院長，第15任教育部部長，因心臟衰竭與世長辭。TVBS新聞
- 12月6日——丁衣，台灣編劇。
- 12月6日：洪炳煌，84歲，台灣知名食品業福壽實業第三任董事長，為該公司第二代經營者。中時電子報[永久]
- 12月7日——盧光義，台灣軍事人物。
- 12月8日——黃敦友，台灣地質學家，曾任經濟部中央地質調查所所長。
- 12月18日：童瑞欽，76歲，台灣醫師，台中梧棲童綜合醫院創辦人。中國時報[永久]
- 12月25日——吳寶華，台灣軍事人物、媒體經營者，曾任華視總經理。
- 12月30日：李元麒，62歲，台大醫院醫師，台灣知名胸腔外科專家，淋巴癌病逝。聯合報